# Linka 4 (tramvaj v Île-de-France)
 
Linka T4 je jednou z linek tramvajové dopravy v regionu Île-de-France. V systému MHD je značena žlutou barvou, je 13,3 km dlouhá a má celkem 20 stanic. První úsek byl otevřen 20. listopadu 2006. Ročně přepraví 10,6 miliónu cestujících a jejím provozovatelem je státní železniční dopravce SNCF. Jedná se o první vlakotramvajový provoz ve Francii, vozy zde jezdí po železničních kolejích. Linka je též nazývána Ligne des Coquetiers podle bývalé železniční tratě.

## Historie

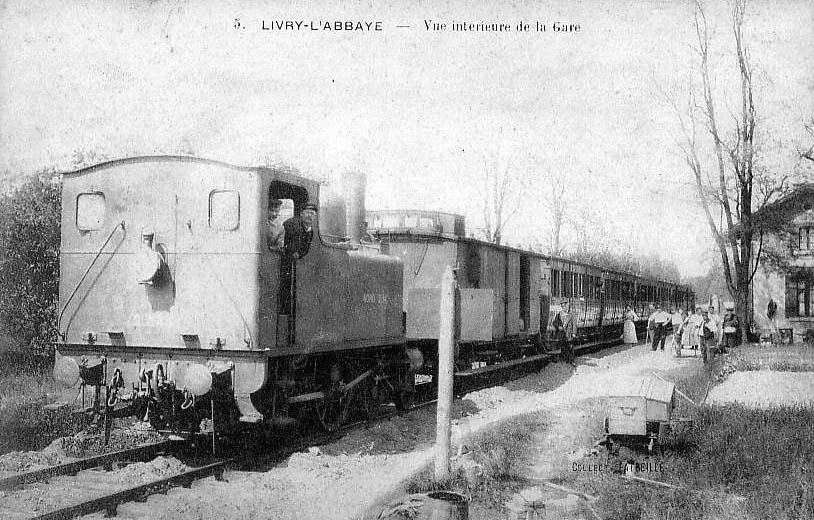
Historická souprava ve stanici L'Abbaye

Trať mezi Aulnay-sous-Bois a Bondy byla zprovozněna v roce 1875 jako spojovací dráha mezi dvěma hlavními tratěmi, které do Paříže mířily ze severu a východu. Provozovatelem byla místní dopravní společnost, od které trať po třech letech převzala společnost Chemin de Fer de l'Est a po druhé světové válce její nástupce SNCF. V roce 1962 byla jižní část tratě elektrifikována. Když byla na počátku 90. let zprovozněna linka RER E, ztratila tato trať na významu, a když její využití kleslo pod 10 000 cestujících denně, zastavila zde SNCF v prosinci 2003 dopravu.
Následně bylo rozhodnuto využít trať pro tramvajovou dopravu a nasadit zde první vlakotramvaj ve Francii. Již v červnu 2004 začaly stavební práce, při kterých byla původní trať zcela přestavěna a zdvojkolejněna, stávající nástupiště stržena a nová uzpůsobena pro tramvajový provoz. Pro veřejnost byla trať otevřena 20. listopadu 2006.
V letech 2019 a 2020 byla postupně otevírána první část druhé věteve do prozatímní úvraťové stanice Hôpital de Montfermeil. V roce 2022 bude zahájen provoz na zbývajícím jednokolejném úseku mezi stanicemi Notre - Dame des Anges a Hôpital de Montfermeil, který společně se stávající tratí vedoucí přes Arboretum vytvoří blokovou smyčku.

## Trať
Trať je dlouhá 13,3 km a spojuje města Bondy, Villemomble, Le Raincy, Les Pavillons-sous-Bois, Livry-Gargan, Sevran, Aulnay-sous-Bois, Clichy-sous-Bois a Montfermeil severovýchodně od Paříže v departementu Seine-Saint-Denis. Maximální povolená rychlost je 70 km/h, v městském prostředí je omezená na 50 km/h a na křižovatkách na 30 km/h. V Bondy je možný přestup na linku RER E a v Aulnay-sous-Bois na RER B a Transilien.

Plán linky 4

## Vozový park
Na spojích z Bondy do Aulnay-sous-Bois je využíváno 15 souprav typu Avanto S 70 německého výrobce Siemens. Na druhé větvi z Bondy do Hôpital de Montfermeil zase 15 čtyřčlánkových vlakotramvají Citadis Dualis od výrobce Alstom. V roce 2025 bude dodáno dalších 11 Citadisů, které starší soupravy od Siemensu zcela nahradí. Depo a dílny se nacházejí ve městě Noisy-le-Sec.

## Specifika
Na rozdíl od většiny ostatních tramvajových linek v regionu Île-de-France neprovozuje T4 pařížský dopravní podnik RATP, ale státní železniční dopravce SNCF. Vozy jezdí na železničních kolejích a jsou napájeny železniční napájecí soustavou 25 kV 50 Hz (Bondy – Aulnay-sous-Bois) a 750 V (République - Marx Dormoy – Hôpital de Montfermeil). Oproti klasické železnici a RER se na lince T4 se jezdí vpravo a používá se zde tramvajová signalizace, nikoli železniční.

## Seznam stanic

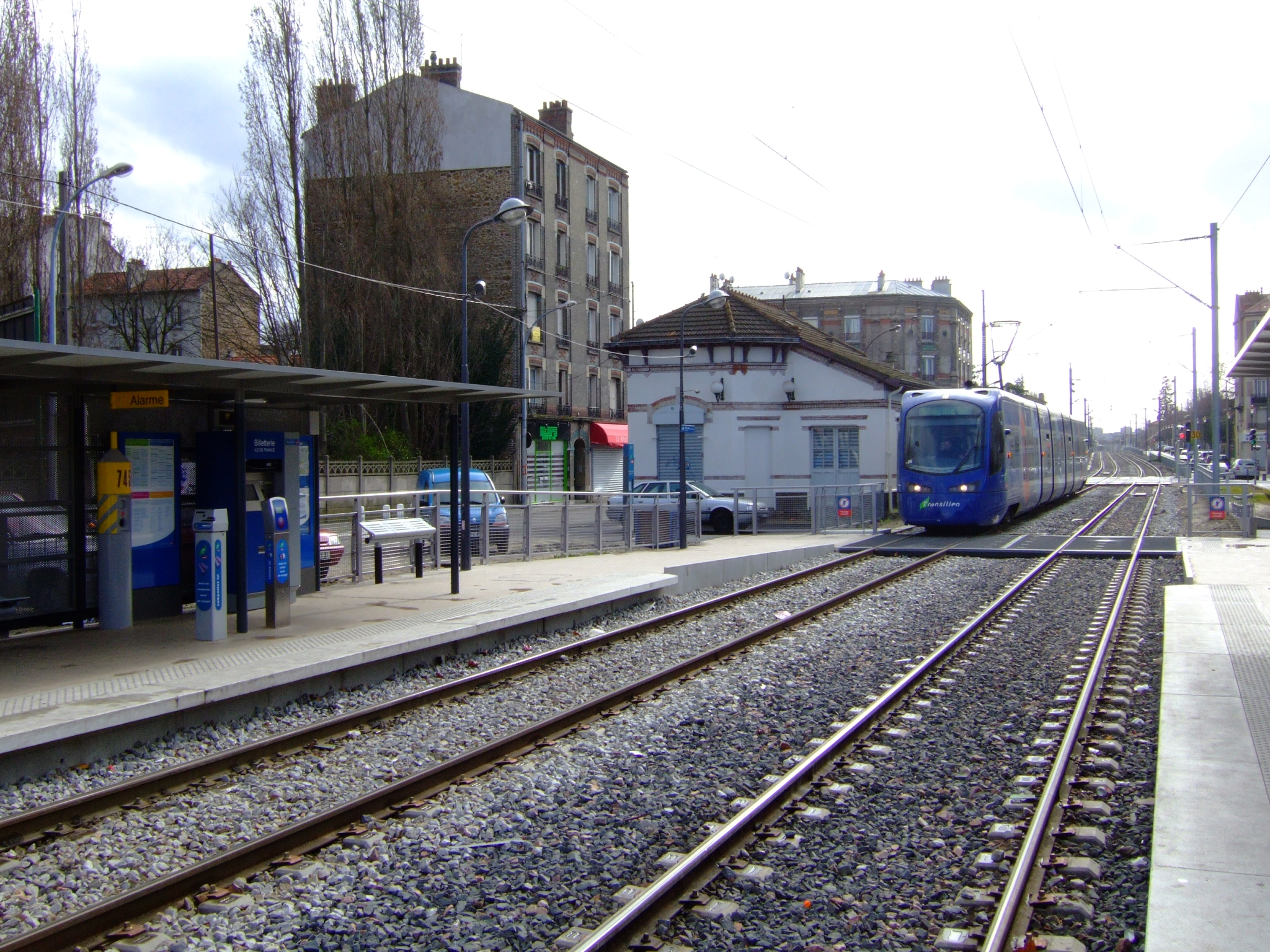
Stanice Les Pavillons-sous-Bois

| Linka T4                                   | Linka T4        | Linka T4                | Linka T4                        |
| Stanice                                    | Přestupy        | Obec                    | Lokace                          |
| ------------------------------------------ | --------------- | ----------------------- | ------------------------------- |
| Bondy                                      | E               | Bondy                   | 48°53′39″ s. š., 2°28′49″ v. d. |
| Remise à Jorelle                           |                 | Bondy                   | 48°53′35″ s. š., 2°29′15″ v. d. |
| Les Coquetiers                             |                 | Villemomble             | 48°53′33″ s. š., 2°29′58″ v. d. |
| Allée de la Tour – Rendez-Vous             |                 | Villemomble             | 48°53′49″ s. š., 2°30′23″ v. d. |
| Les Pavillons-sous-Bois                    |                 | Les Pavillons-sous-Bois | 48°54′9″ s. š., 2°30′24″ v. d.  |
| Gargan                                     |                 | Les Pavillons-sous-Bois | 48°54′30″ s. š., 2°31′1″ v. d.  |
| stanice na trase do Aulnay-sous-Bois       |                 |                         |                                 |
| Lycée Henri Sellier                        |                 | Livry-Gargan            | 48°54′58″ s. š., 2°30′54″ v. d. |
| L'Abbaye                                   |                 | Livry-Gargan            | 48°55′19″ s. š., 2°30′59″ v. d. |
| Freinville – Sevran                        |                 | Sevran                  | 48°55′36″ s. š., 2°31′9″ v. d.  |
| Rougemont – Chanteloup                     |                 | Sevran                  | 48°55′51″ s. š., 2°30′55″ v. d. |
| Aulnay-sous-Bois                           | B · Translinien | Aulnay-sous-Bois        | 48°55′55″ s. š., 2°29′47″ v. d. |
| stanice na trase do Hôpital de Montfermeil |                 |                         |                                 |
| République - Marx Dormoy                   |                 | Livry-Gargan            | 48°54′24″ s. š., 2°31′27″ v. d. |
| Léon Blum                                  |                 | Livry-Gargan            | 48°54′31″ s. š., 2°31′56″ v. d. |
| Maurice Audin                              |                 | Clichy-sous-Bois        | 48°54′30″ s. š., 2°32′21″ v. d. |
| Clichy-sous-Bois - Mairie                  |                 | Clichy-sous-Bois        | 48°54′28″ s. š., 2°32′47″ v. d. |
| Romain Rolland                             |                 | Clichy-sous-Bois        | 48°54′17″ s. š., 2°32′53″ v. d. |
| Clichy - Montfermeil                       |                 | Clichy-sous-Bois        | 48°54′16″ s. š., 2°33′18″ v. d. |
| Notre-Dame des Anges                       |                 | Montfermeil             | 48°54′3″ s. š., 2°33′22″ v. d.  |
| Arboretum                                  |                 | Montfermeil             | 48°53′53″ s. š., 2°33′42″ v. d. |
| Hôpital de Montfermeil                     |                 | Montfermeil             | 48°54′3″ s. š., 2°34′15″ v. d.  |

## Galerie

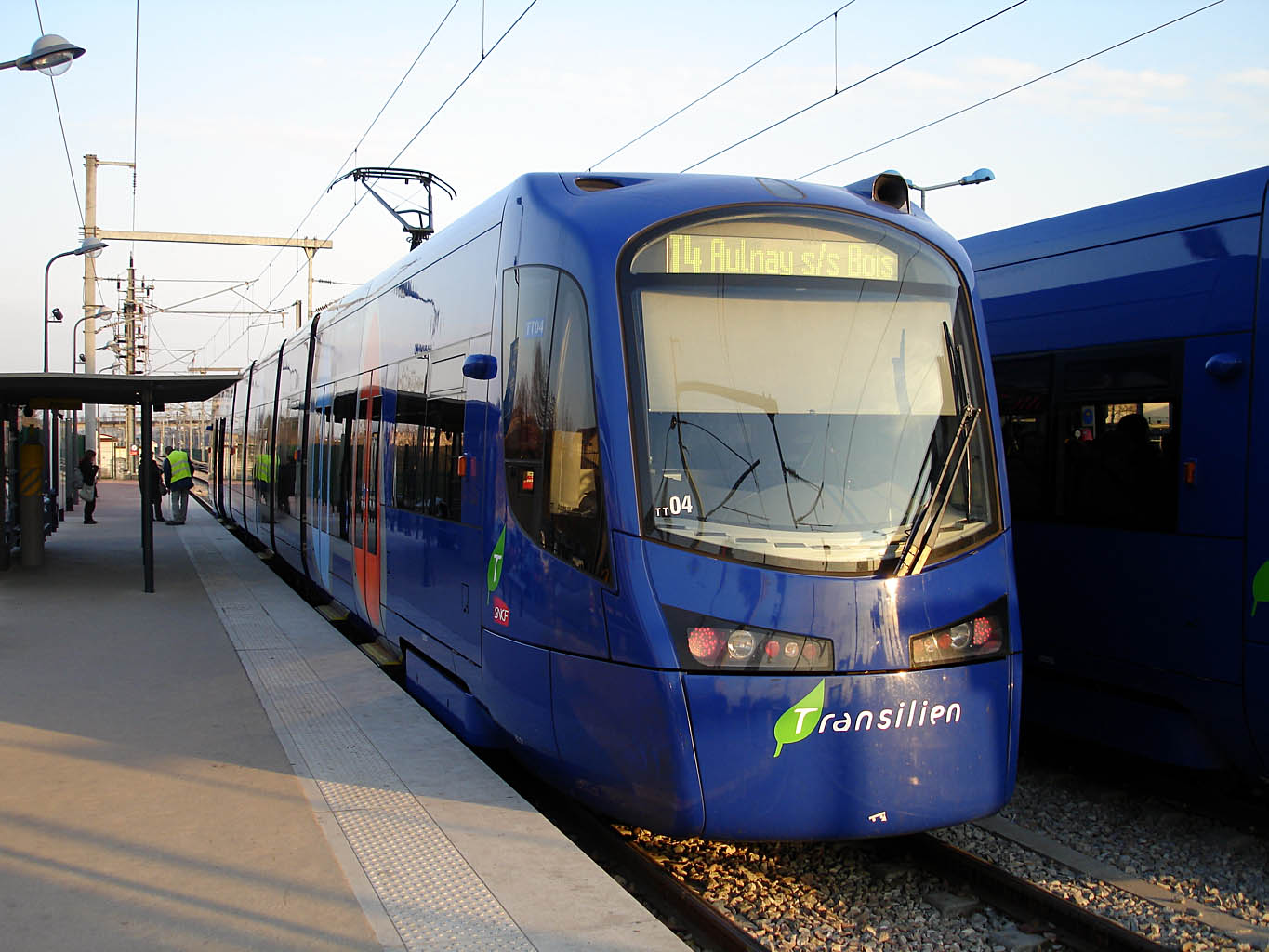
Siemens Avanto ve stanici Bondy
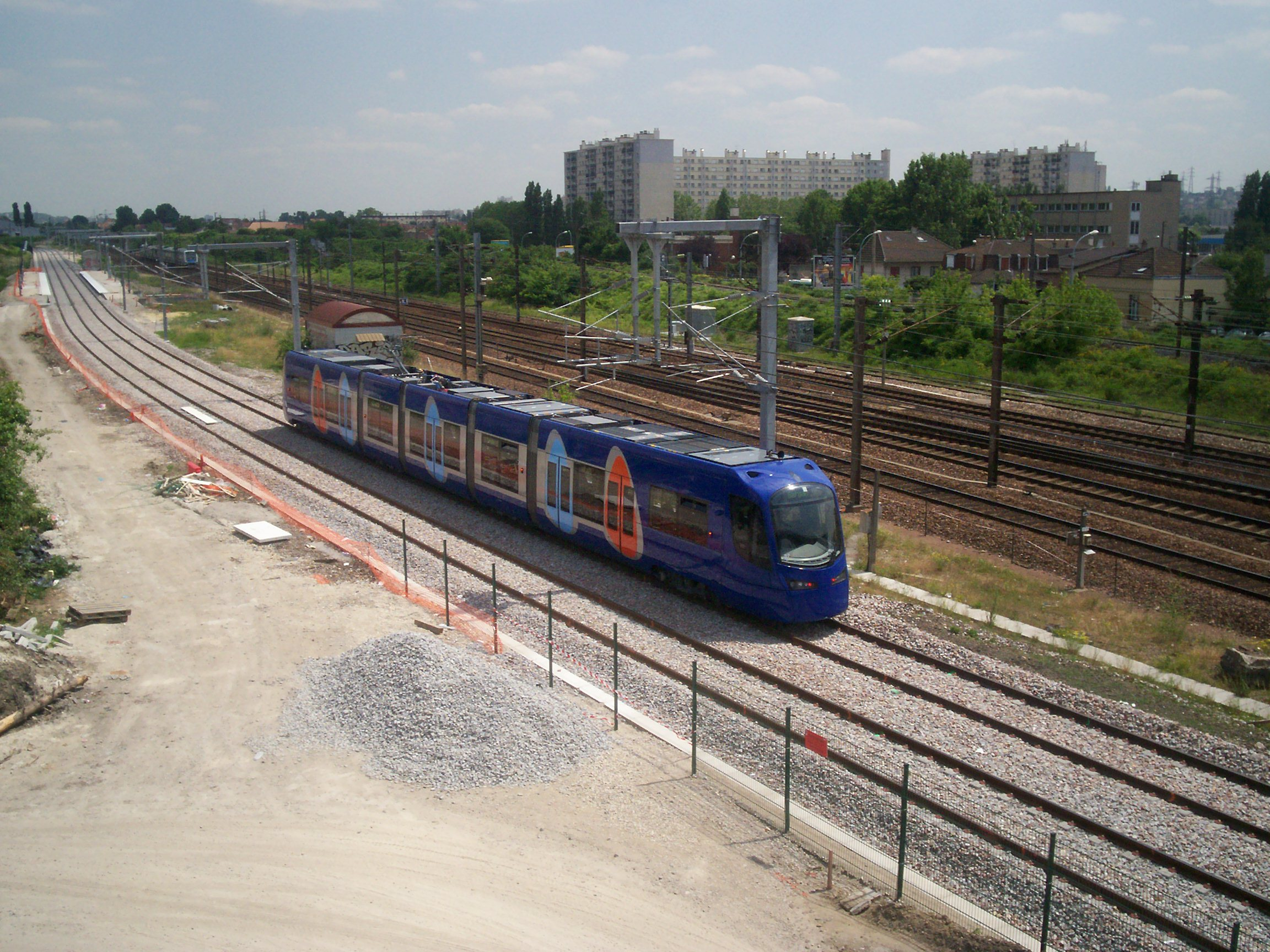
Siemens Avanto na trati linky T4
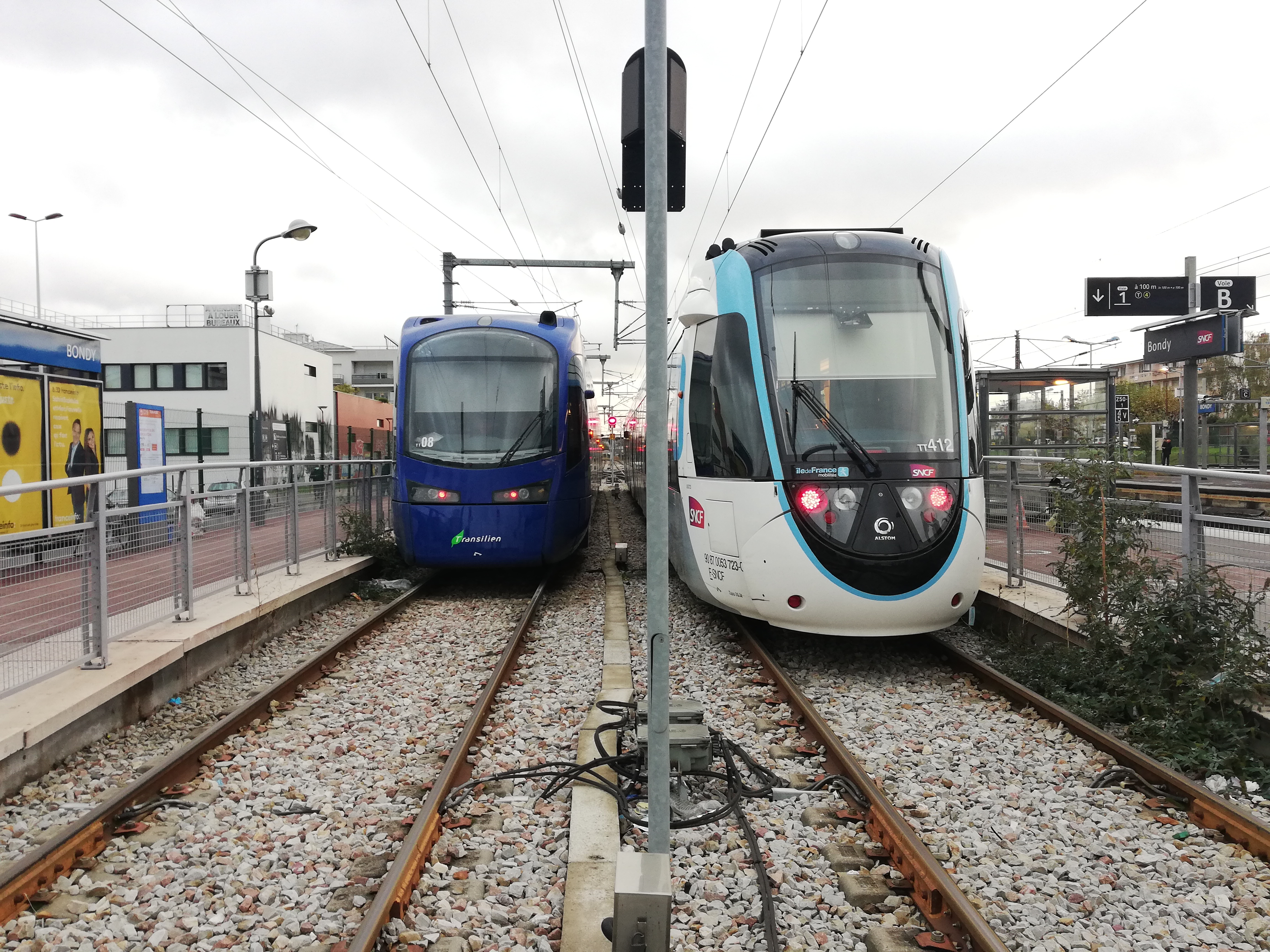
Siemens Avanto a Alstom Citadis ve stanici Bondy
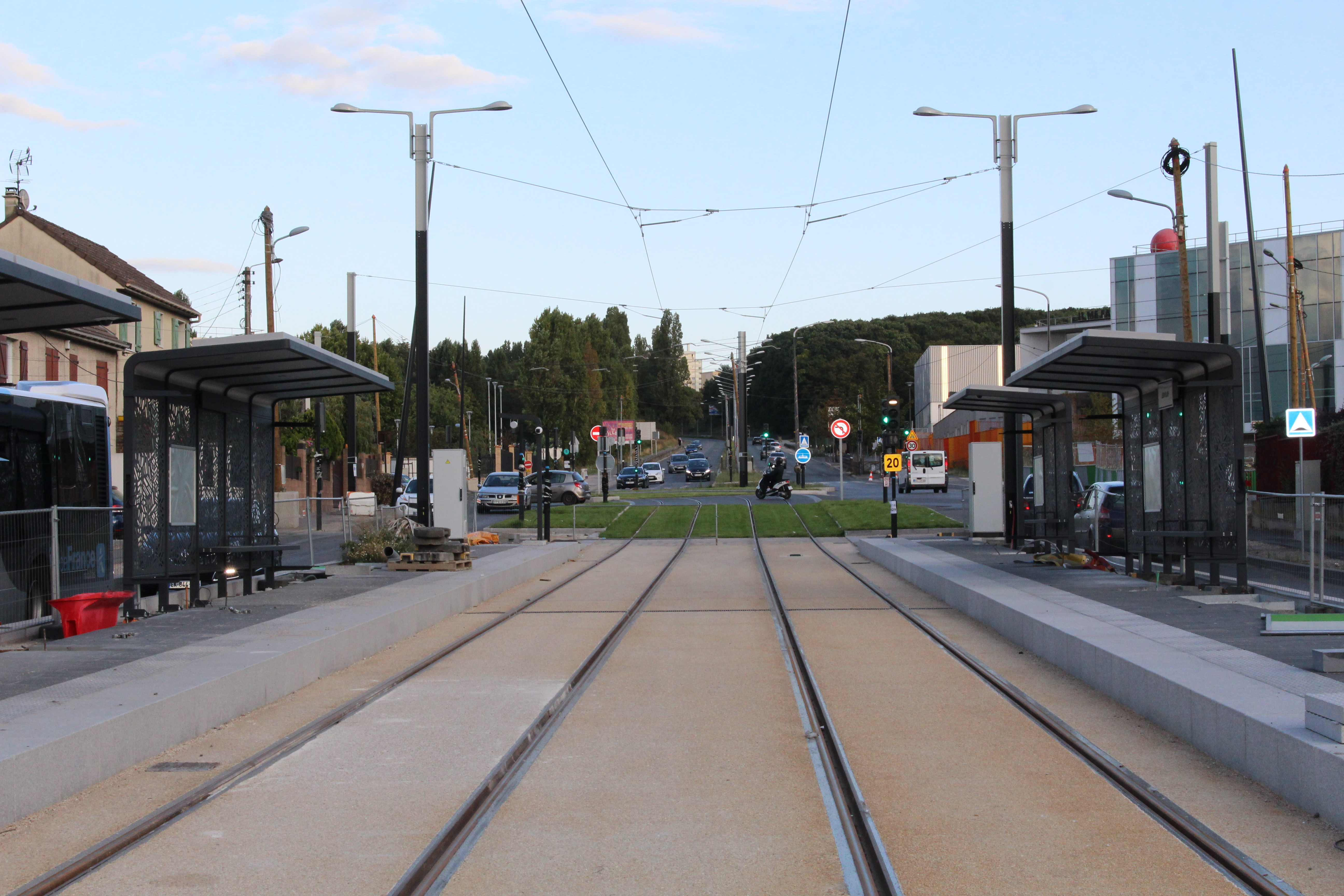
Stanice Léon Blum
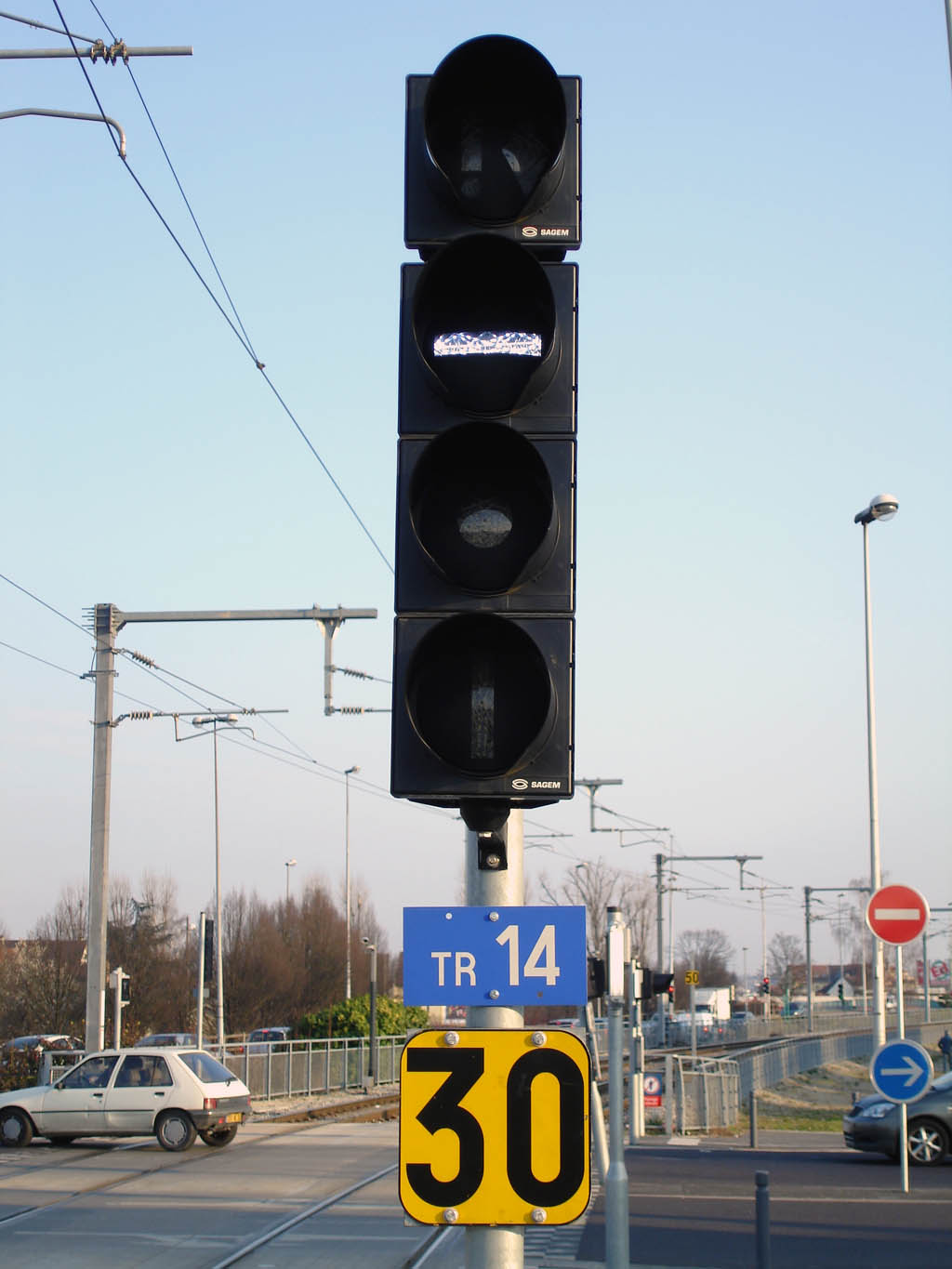
Návěstidlo a rychlostník (limit 30 km/h)
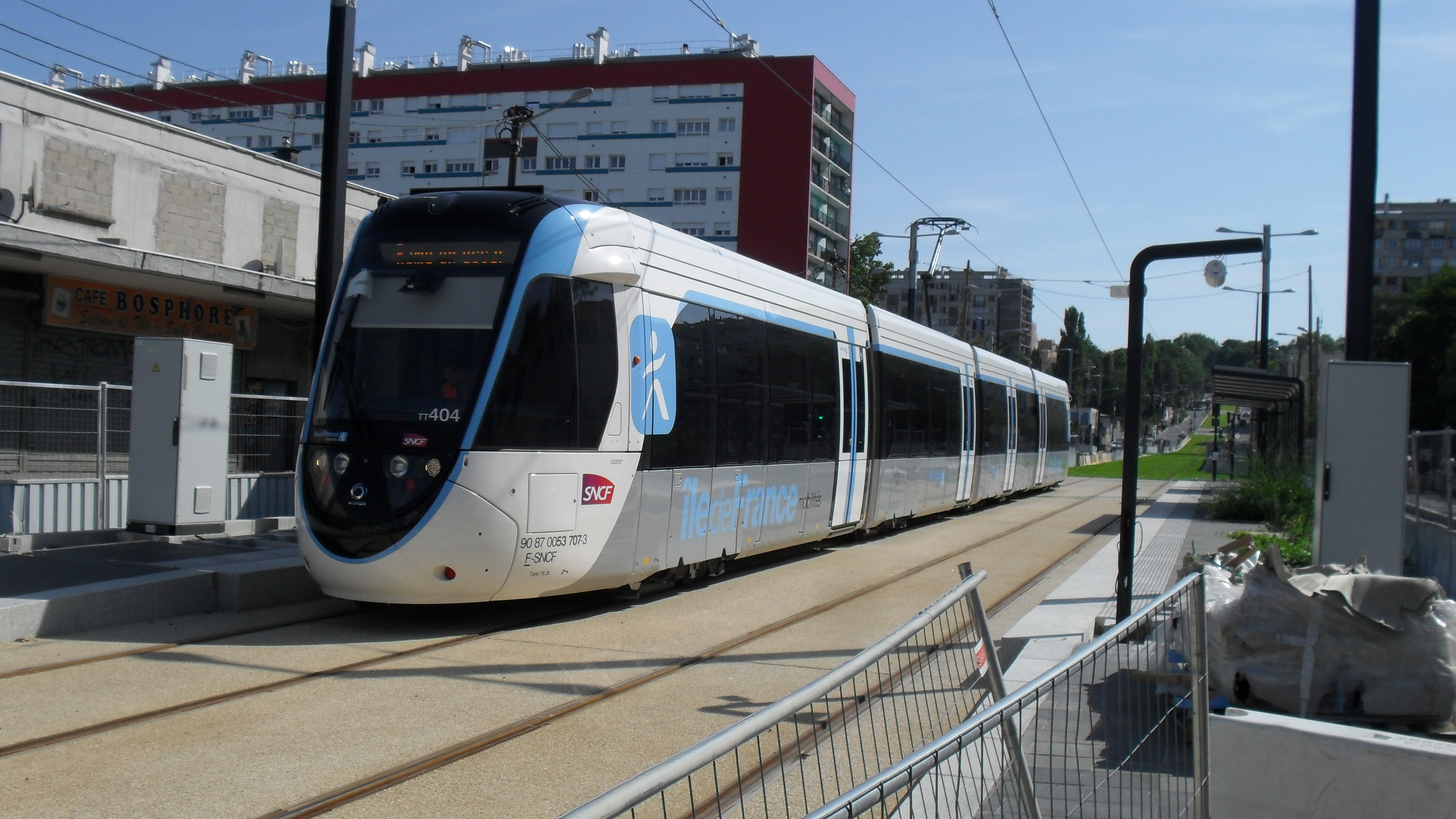
Alsom Citadis u stanice Maurice Audin
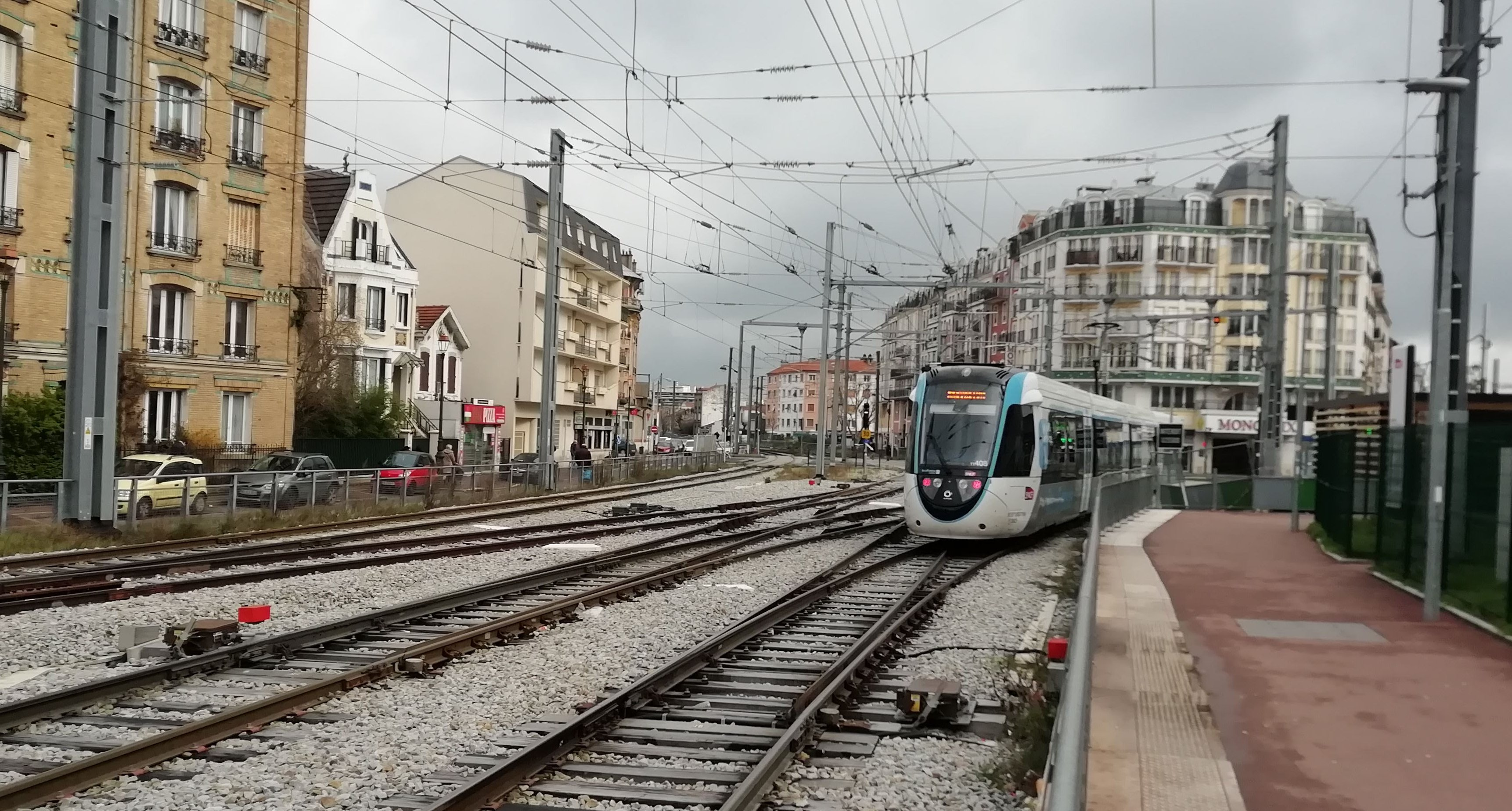
Gargan, vlevo směr Aulnay-sous-Bois, vpravo Hôpital de Montfermeil
Mapa dráhy po roce 2022